# Allotinus porriginosus
Allotinus porriginosus är en fjärilsart som beskrevs av Lambertus Johannes Toxopeus 1932. Allotinus porriginosus ingår i släktet Allotinus och familjen juvelvingar. Inga underarter finns listade i Catalogue of Life.